# 新州 (辽朝)
新州，辽朝的州。
唐沃州地。辽太祖耶律阿保机以杏埚新城置，治所在今内蒙古自治区敖汉旗东白塔子村。统和八年（990年），改名武安州。近说：辽景宗已置武安州于木叶山（今西拉木伦河与老哈河合流处）下杏塌，圣宗统和八年城杏埚新城，迁武安州民户至新城，遂改为新州。属中京道。 